# Bapoo Malcolm
Bapoo Malcolm (* 12. Dezember 1912 in Mumbai; † 19. Januar 1982 ebenda) war ein indischer Radrennfahrer.

## Sportliche Laufbahn
Malcolm (auch Havladar Malcolm) nahm an den Olympischen Sommerspielen 1948 in London teil. Das olympische Straßenrennen beendete er nicht. Die indische Mannschaft mit Eruch Mistry, Homi Pavri, Raj Kumar Mehra und Bapoo Malcolm kam nicht in die Mannschaftswertung.